# Morton County, Kansas
Morton County är ett administrativt område i delstaten Kansas, USA, med 3 233 invånare. Den administrativa huvudorten (county seat) är Elkhart. 

## Geografi
Enligt United States Census Bureau så har countyt en total area på 1 891 km². 1 890 km² av den arean är land och 1 km² är vatten. 

### Angränsande countyn
- Stanton County - norr
- Stevens County - öst
- Texas County, Oklahoma - söder
- Cimarron County, Oklahoma - sydväst
- Baca County, Colorado - väst

### Orter
- Elkhart
- Richfield
- Rolla